# Sergej Sergeevič Tarasov
Sergej Sergeevič Tarasov (Novosibirsk, 11 dicembre 1933) è un regista russo.

## Filmografia parziale

### Regista
- Ballada o doblestnom rycare Ajvengo (1982)
- Čёrnaja strela (1985)